# Il genio del male
Il Genio del Male (Le Génie du Mal), noto anche come Lucifero o Lucifero di Liegi, è una scultura di tema religioso in marmo bianco, realizzata dall'artista belga Guillaume Geefs. È situata nel pulpito della cattedrale di Liegi e raffigura Lucifero, mostrato come un giovane uomo dalla bellezza classica, seduto, incatenato, nudo se non per un drappo sulle cosce, con il corpo intero racchiuso dalla mandorla delle sue ali di pipistrello. L'opera fu scelta in sostituzione di un'altra scultura, realizzata dal fratello di Guillaume, Joseph Geefs e reputata, seppure nella sua bellezza attrattiva, malsana.
Negli anni ottanta, una foto del Genio del Male è divenuta protagonista di Himmelsweg, installazione dell'artista liegese Jacques Charlier avente come temi centrali la seduzione del male e il pericolo di un eventuale oblio dell'Olocausto.

## Versioni a confronto

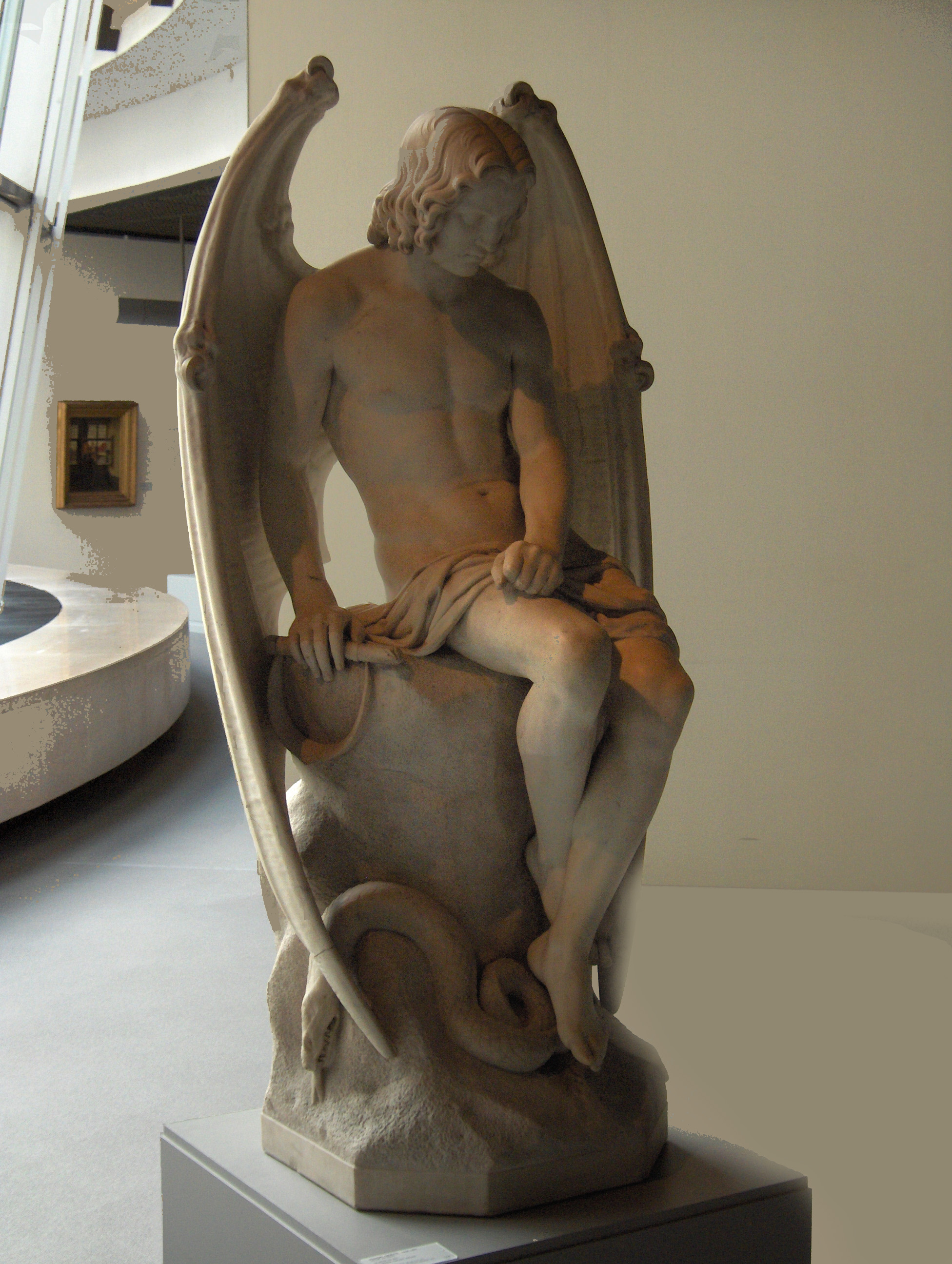
La versione di Joseph Geefs.

Il Genio del Male si trova posizionato all'interno di una nicchia alla base di due scale ornate da motivi decorativi di gusto gotico, le cui balaustre, nel loro incurvarsi, sembrano assecondare la curvatura delle ali e la sezione trasversale dell'uomo. Le versioni di Guillaume  e Joseph non discostano molto tra loro, al contrario risultano sorprendentemente simili, anche perché ispirate dallo stesso modello umano. In ambedue i casi, l'angelo caduto siede su di una roccia con le ali ripiegate; il torso, le braccia e le gambe sono scoperti, mentre i capelli scendono fino alla nuca. Le ali membranose ricordano quelle di un pipistrello e sono dotate di artigli prominenti (in realtà, si tratta di unghie di pollici); l'olecrano nodoso rappresenta il punto di unione tra l'anatomia del pipistrello e quella umana, con l'intento di dare maggiore realismo. In entrambe le versioni, sebbene in posizioni leggermente diverse, Lucifero tiene in mano una corona ed uno scettro spezzato, (la cui rimanente metà, nella variante di Guillaume, si trova ai suoi piedi). La scultura occupa pressoché interamente la nicchia nella quale è posizionata, anche se il Genio del Guillaume risulta avere dimensioni leggermente inferiori rispetto a quelle del Joseph (165x77x65 cm del primo, rispetto ai 168,5x86x65,5 cm del secondo). 

## Commissione

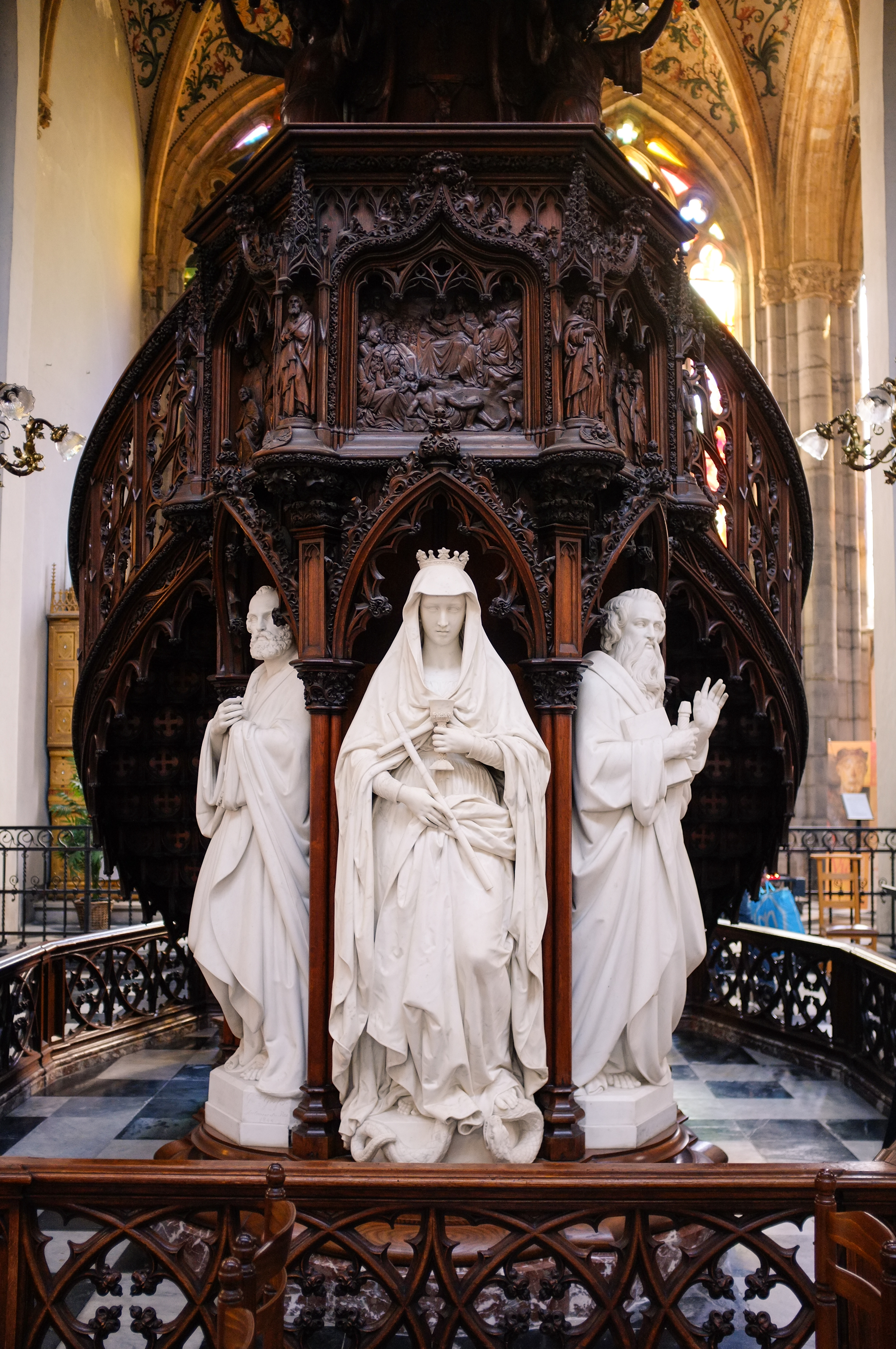
La parte anteriore del pulpito della cattedrale. Il Genio si trova sul lato opposto.

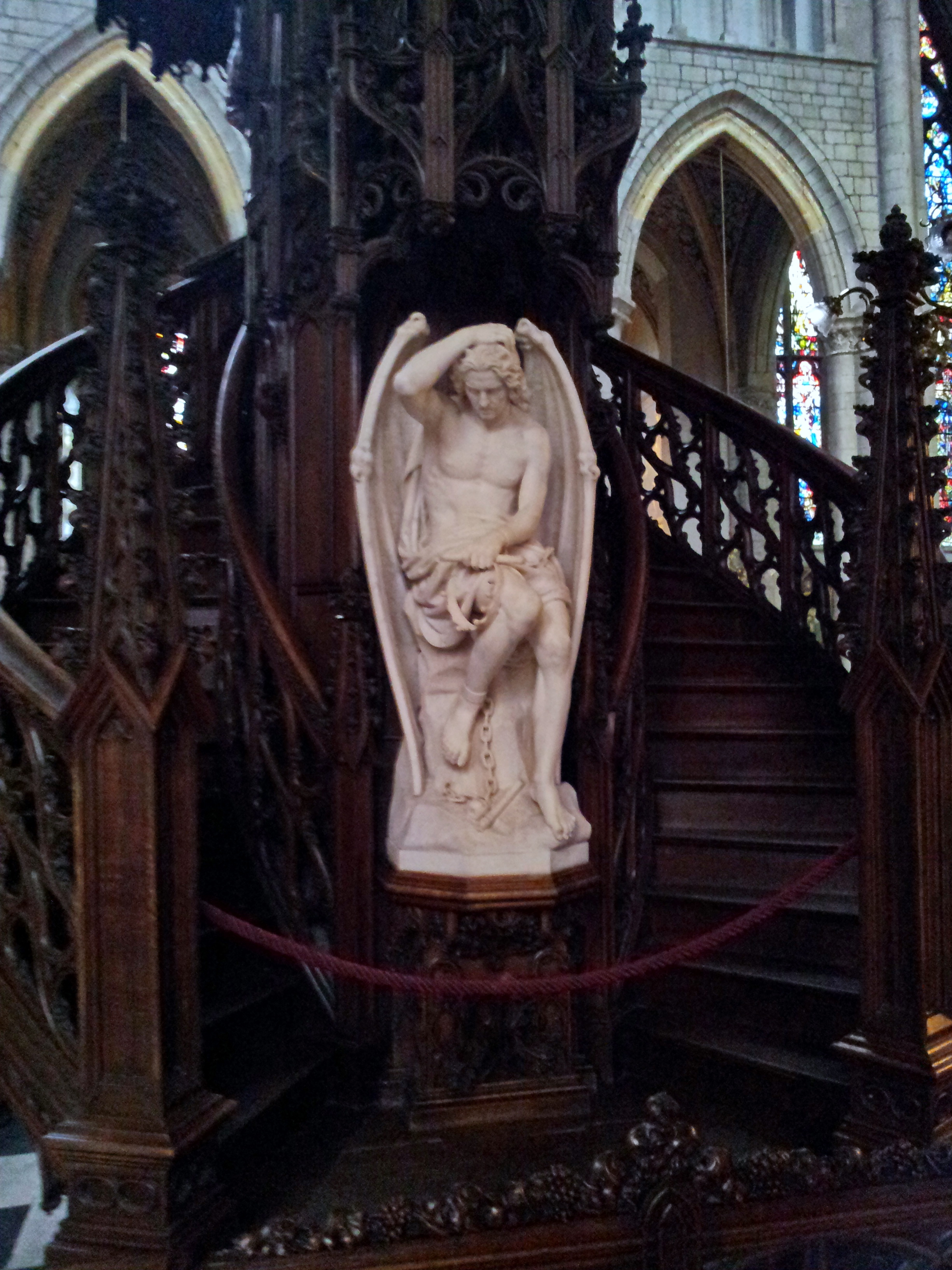
La scultura del Genio nel contesto del pulpito

Nel 1837, a Guillaume Geefs fu commissionato il progetto del pulpito per la cattedrale di San Paolo di Liegi, il cui tema designato era il trionfo della religione sul genio del male. I fratelli Geefs stavano accrescendo il loro prestigio, creando numerose sculture monumentali in onore di personaggi politici, riuscendo a rappresentare attraverso l'arte lo spirito nazionalista emerso, in particolar modo, in seguito alla rivoluzione belga. Le tecniche di realismo associate alla raffinatezza neoclassica spingono le opere verso un eroismo di radice romantica, visibile, soprattutto, proprio nel Lucifero.  
Sin dal principio, il Genio è stato parte integrante nella concezione del pulpito, che comprendeva anche la realizzazione delle statue dei santi Pietro, Paolo, Lamberto di Maastricht e Uberto da Liegi, primo vescovo di Liegi e successore di San Lamberto come vescovo di Maastricht. Un'illustrazione del pulpito da parte dell'artista belga Médard Tytgat, pubblicato nel 1900, mostra la parte anteriore; il Lucifero si trova situato sul lato opposto della scalinata, ma nel libro in cui è presente l'illustrazione, è omessa la sua presenza.  

## Accoglienza
La realizzazione dell'opera era stata inizialmente affidata a Joseph Gees, che aveva completato la statua nel 1842, per poi collocarla nella cattedrale l'anno successivo. Ha subito suscitato polemiche per non rappresentare un ideale cristiano; d'altro canto, dall'ambiente della cattedrale arrivavano pareri opposti, come si leggeva anche sul giornale belga L'Émancipation, il 4 agosto 1844: "Questo diavolo è sublime". La stampa locale ha lasciato intendere che la scultura fosse un motivo di distrazione per le "belle ragazze pentite", che invece avrebbero dovuto ascoltare il sermone. Immediatamente, il vescovo van Bommel ordinò la rimozione e al suo posto fu commissionata un'opera al fratello di Joseph Gees, Guillaume, la cui versione è stata definitivamente posizionata nella nicchia nel 1848. 
Rimossa dalla cattedrale, Joseph espose l'opera ad Anversa, insieme ad altre quattro: un gruppo scultoreo, il Sogno, e le statue di Santa Filomena, L'amore fedele e L'orfanello del pescatore. Conosciuto sia come l'Angelo del Male, sia come il Genio del Male, la controversa opera è stata esposta, fino al 2009, al Museo reale delle belle arti del Belgio.  
Malgrado fosse stato causa di controversie, la statua di Joseph fu apprezzata, soprattutto dalle classi agiate della società: difatti, Carlo Federico di Sassonia-Weimar-Einsenach, granduca di Sassonia-Weimar-Einsenach, ne commissionò una riproduzione in marmo nel 1842. L'originale fu acquistato da Guglielmo II, re dei Paesi Bassi, e venduto all'asta, assieme all'intera collezione, in seguito alla sua morte, avvenuta nel 1849. Nel 1854 l'artista riuscì a vendere un modello in gesso della scultura all'astronomo, politico e collezionista d'arte tedesco Bernard von Lindenau. Il successo dell'opera fece sì che Joseph Geefs fosse considerato uno dei più grandi scultori della sua epoca.  
Il Genio del Male, insieme ad Amore e malizia del fratello di Joseph e Guillaume, Jean Geefs, anch'egli scultore, furono tra le sei sculture raffigurate in un dipinto di Pierre Langlet. Il Lucifero, però, non sempre è stato ammirato come opera d'arte: durante un'esposizione internazionale del 1862, l'esaminatore ha criticato l'opera, ritenendola "molle e languida", priva di "muscoli" (vigore), "un diavolo malato: il pungiglione di Satana è stato tirato fuori".